# 福島市立野田中学校
福島市立野田中学校（ふくしましりつ のだ ちゅうがっこう）は、福島県福島市にある公立中学校である。

## 概要
福島市西部の吾妻地区東部を通学区域とし、JR東日本笹木野駅南側に位置する。2024年6月18日現在、16学級375名の児童が在籍する。校章は中央の吾妻山を地区特産の梨の葉で囲むデザインである。部活動でも県大会出場などの経験が多々ある。

## 沿革
- 1947年
  - 4月 - 学校教育法が施行され信夫郡野田村立野田中学校として創立される（当時は野田村立野田小学校に併設されていた）。
- 1951年
  - 8月16日 - 笹木野字舘1番地に独立校舎が落成し、移転する。
- 1954年
  - 11月3日 - 校章・帽章・校旗・校歌・応援歌が制定される。
- 1956年
  - 9月30日 - 自治体合併により信夫郡吾妻村立野田中学校となる。
- 1959年
  - 12月15日 - 屋内運動場が落成する。
- 1962年
  - 11月1日 - 自治体合併、町制施行により信夫郡吾妻町立野田中学校となる。
- 1967年
  - 4月1日 - 完全給食が開始される。
  - 10月1日 - 信夫郡吾妻町が福島市に編入合併されるのに伴い、福島市立野田中学校となる。
- 1982年
  - 8月10日 - RC造四階建（建築面積3372平米）の校舎が竣工する。
- 1983年
  - 1月20日 - RC造四階建（建築面積695平米）の校舎が竣工する。
  - 3月23日 - 現在地に移転する。
  - 7月8日 - 水泳プール(25M×14m 7コース）が竣工する。
- 1985年
  - 1月21日 - RC造三階建（建築面積684平米）の校舎が竣工する。
  - 2月28日 - 屋内運動場が竣工する。
  - 5月30日 - 新校舎落成式が行われる。
- 1987年
  - 7月 - 福島県中体連男子バスケットボール競技にて初優勝を飾る。
- 1993年
  - 3月19日 - 頭髪が自由化される。
- 2004年
  - 3月 - 新校旗が完成する。

## 教育方針
教育目標

## 学校行事
| - 4月 - 5月 - 6月 | - 7月 - 8月 - 9月 | - 10月 - 11月 - 12月 | - 1月 - 2月 - 3月 |

## 通学区域[2]
- 吾妻地区
  - 上野寺
  - 笹木野
  - 八島田（福島市立清水中学校通学区域を除く）
  - 下野寺
  - 東中央（2・3丁目）
  - 西中央（1～5丁目）
  - 南中央（2～4丁目）
  - 北中央（1～3丁目）

## 進学前小学校[3]
- 福島市立野田小学校

## 学区内の主な施設
- JR奥羽本線笹木野駅
- 国道13号福島西道路
- 福島県道310号庭坂福島線
- 福島市役所吾妻支所・福島市吾妻学習センター
- 福島西部病院
- 野田中央公園
- テレビユー福島本社

## 交通
- JR福島駅より福島交通路線バス上姥堂・高湯温泉行吾妻支所停留所下車、徒歩5分[4]。